# Лигово (станция)
Ли́гово — узловая железнодорожная станция и остановочная платформа Октябрьской железной дороги, расположена в Красносельском районе Санкт-Петербурга.
Остановочный пункт представляет собой четыре платформы у четырёх железнодорожных путей. Два пути ведут по направлениям от Санкт-Петербурга на Калище и Краснофлотск и обратно. Другие два пути ведут по направлению на Гатчину-Балтийскую и обратно к Балтийскому вокзалу. На станции останавливаются все проходящие через неё пригородные электропоезда.
Помимо платформ на данной территории находятся грузовые станции Лигово (код ЕСР 034505) и Лигово-Экспорт (код 034609). Последняя ориентирована на международные операции.

## Пересадка на общественный транспорт
Автобусные маршруты городские: 2, 2а, 87, 111, 130, 163, 165, 203, 229, 260, 265, 297, 333.

## История
Основана в 1857 году под именем Красносе́льская. В 1859 году переименована в Ли́говскую. С 1868 года имеет название Лигово.
Первое здание деревянного вокзала в Лигово поручили архитектору В. И. Бурде (1812—1873). Первый вокзал сгорел 28 апреля 1890 года. Каменное здание возведено через два года по проекту архитектора С. П. Кондратьева. В 1898—1899 годах на первой платформе архитектором С. Н. Лазаревым-Станищевым (1863—1912) был построен деревянный навес. В 1913 году инженером Г. О. Графтио был разработан план электрификации. Работы по электрификации провели в 1930-е годы.
В «Статистико-экономическом обзоре местностей, тяготеющих к железным дорогам С.-Петербургского района», составленном В. Ф. Мейеном (1912) отмечается, что станция используется главным образом дачниками и «коммерческого значения … не имеет». От станции отходили шоссейные дороги на Красное Село и Ораниенбаум.
В 1933 году через станцию прошла электрификация от ст. Ленинград-Балтийский до ст. Ораниенбаум-I. Это был первый электрифицированный участок на Октябрьской железной дороге. Тогда напряжение в контактной сети составляло 1,5 кВ постоянного тока. В 1967 году этот участок был переведён на напряжение 3,3 кВ постоянного тока.
В 1935 году была протянута контактная сеть до ст. Красное Село. Напряжение на участке было 1,5 кВ постоянного тока. В 1966 году этот участок был переведён на напряжение 3,3 кВ постоянного тока.
В 1941—1944 годах находилась на передовой с германской стороны фронта. За время боевых действий все станционные сооружения были полностью уничтожены. К 1948 году построены заново либо восстановлены станционные постройки (тяговая подстанция, локомотивное депо, контактная сеть).
В 1947 году над путями станции был построен Лиговский путепровод.
В 2003—2004 годах к запуску новых электропоездов "Спутник" до Нового Петергофа подверглась полной реконструкции, были выстроены новые здания, платформы и заменены опоры контактной сети. В 2008 году на станции установлена система автоматизированной системы контроля оплаты проезда, оснащённая турникетами.

## Фото

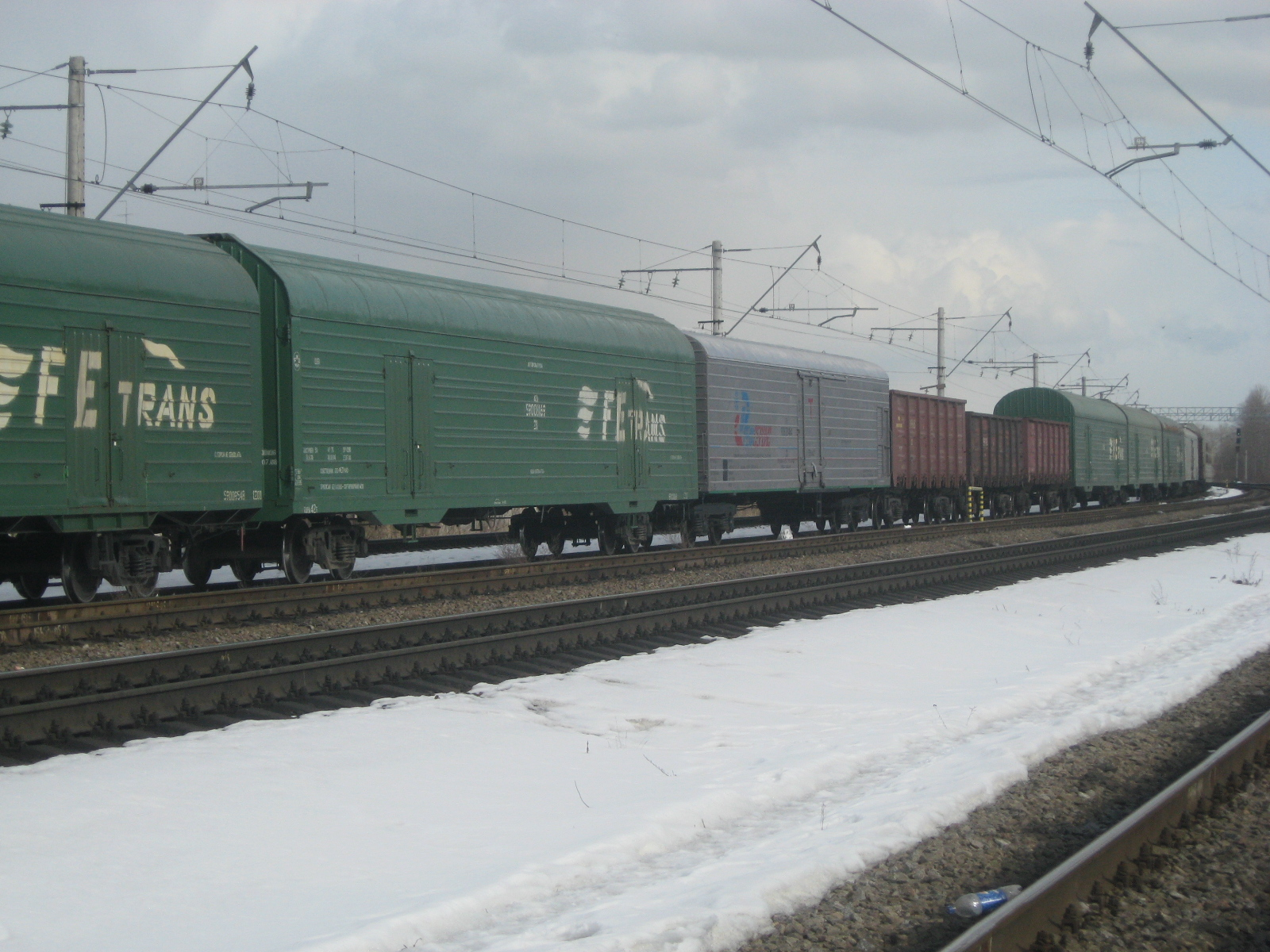
В парке станции
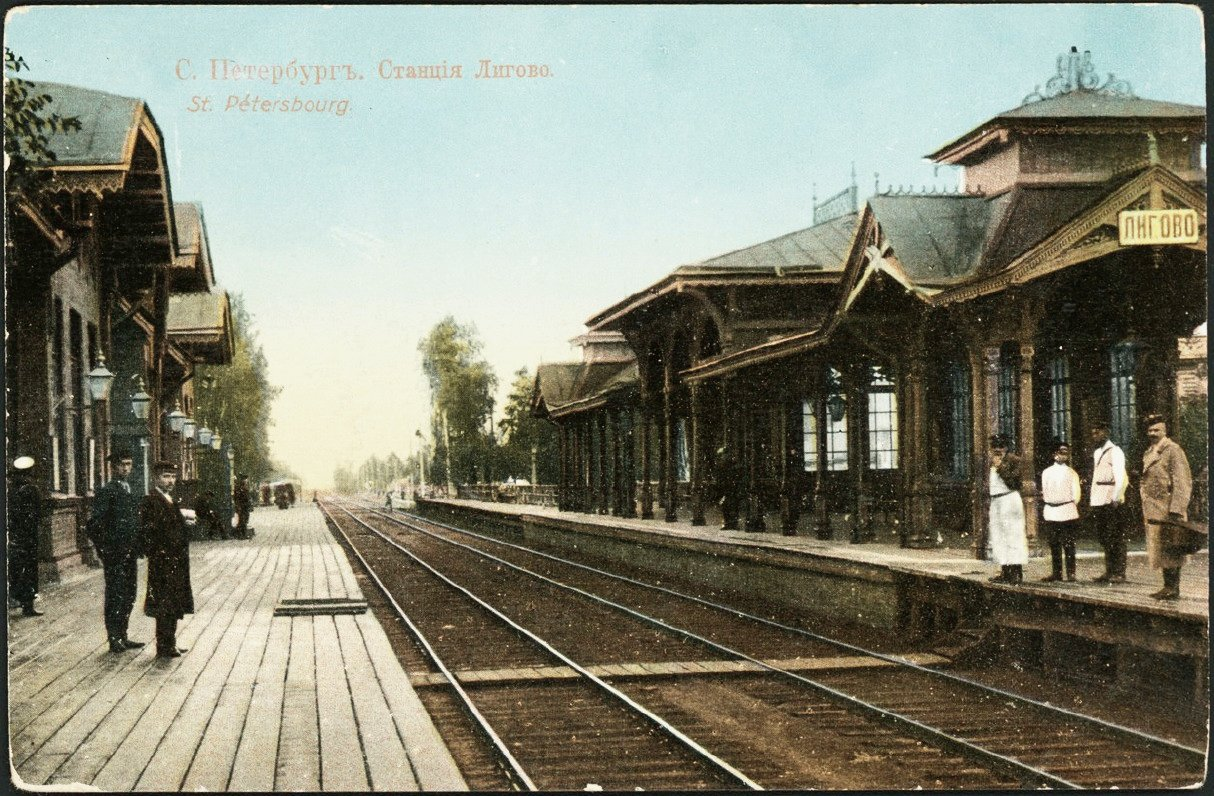
В начале XX в.
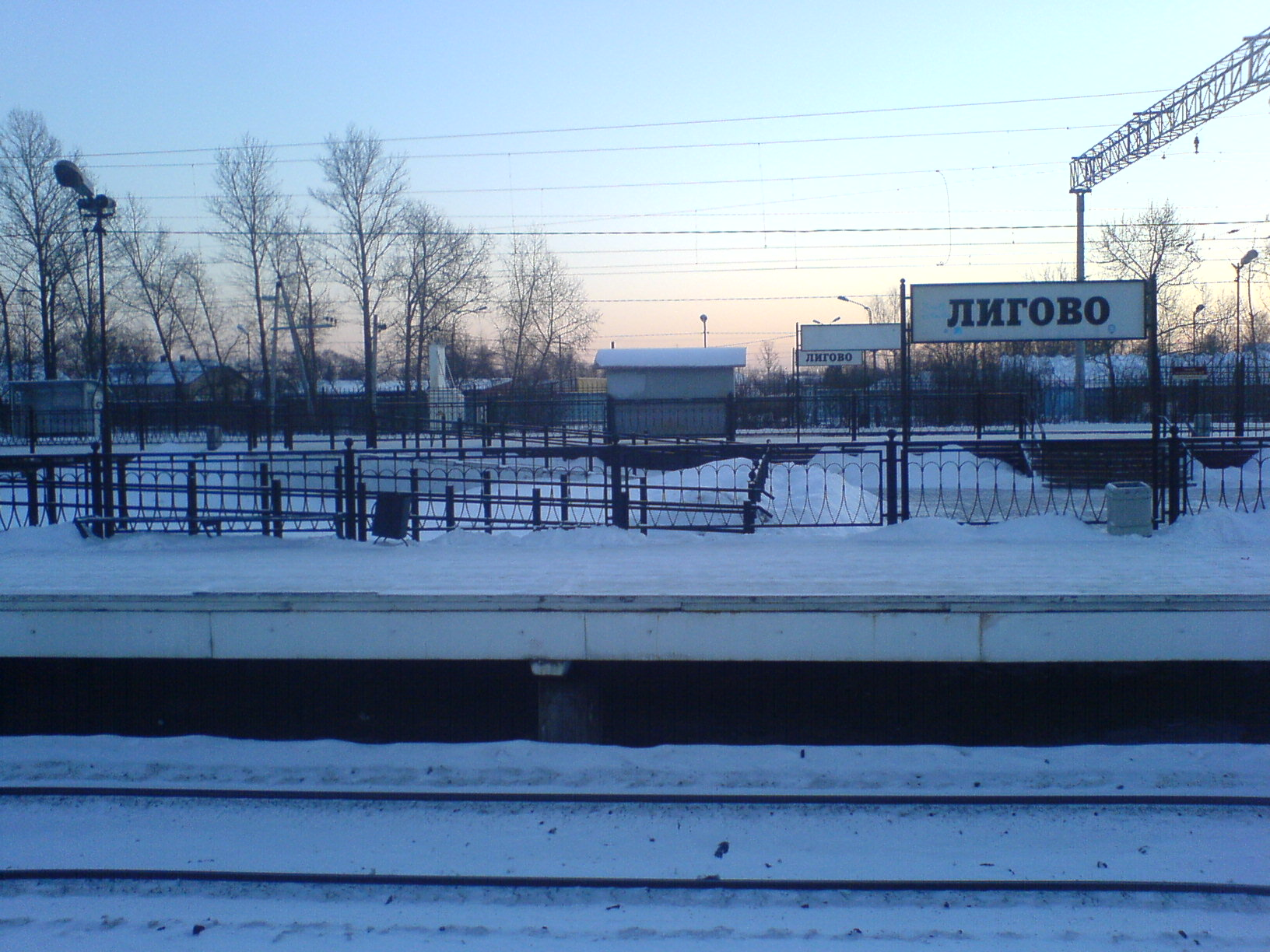
Вид на платформы Гатчинского направления
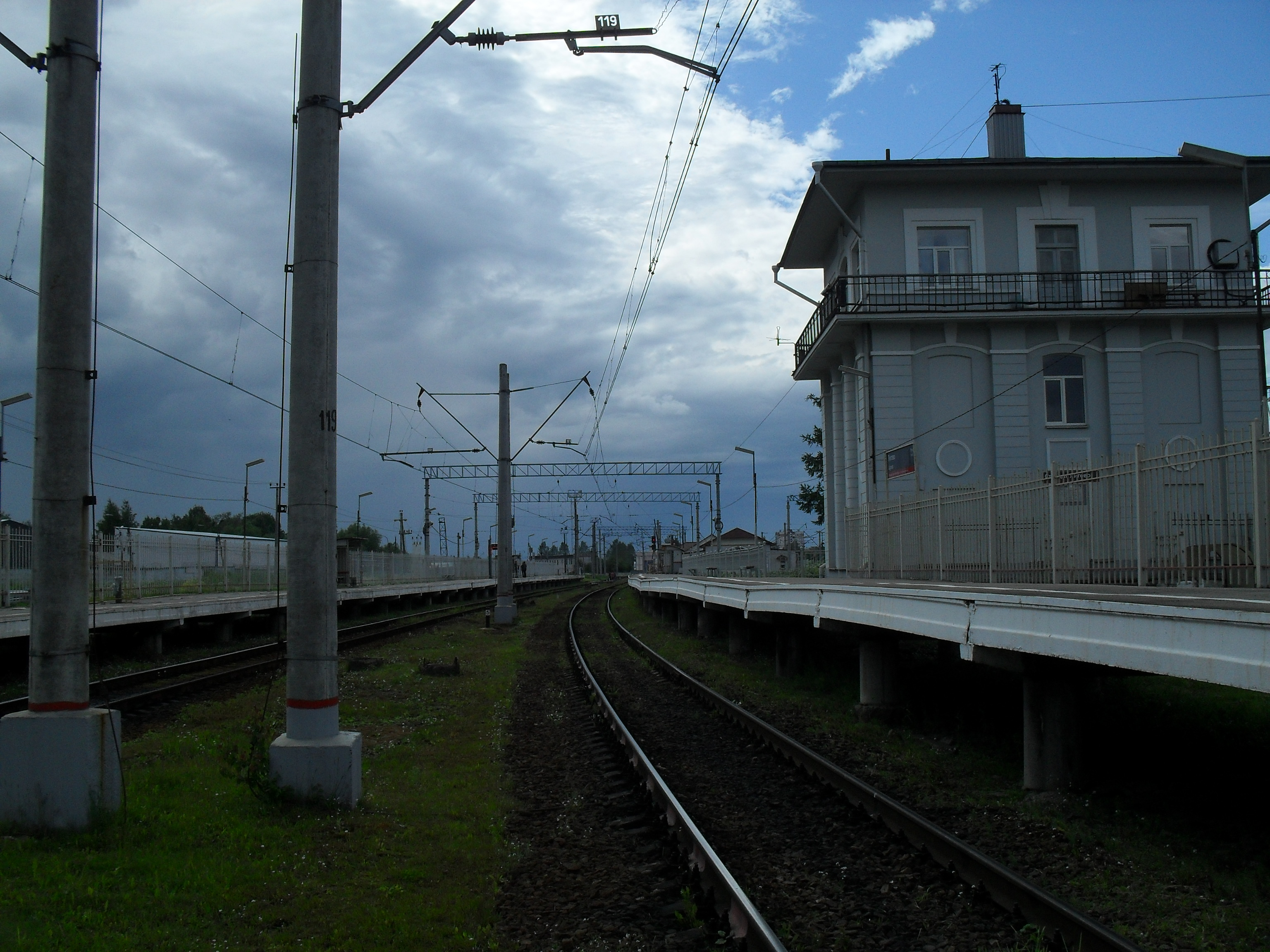
Станция в 2017 г.
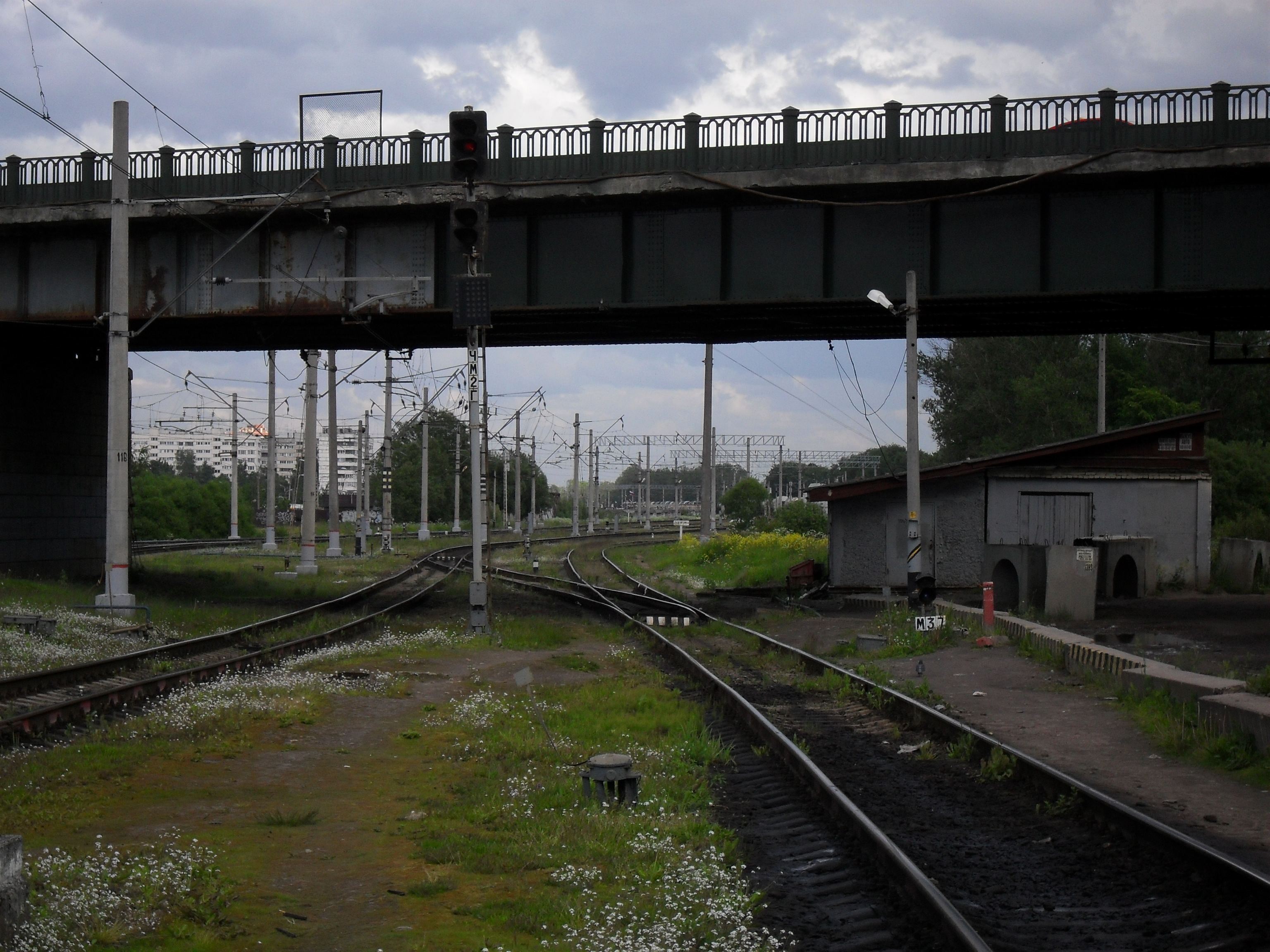
Вид в сторону Петербурга (над станцией протянут Лиговский путепровод)

### Расписание
- Расписание пригородных поездов. Яндекс.Расписания.
- Расписание пригородных поездов на tutu.ru